# Nazionale maschile di pallacanestro dell'Italia
La nazionale maschile di pallacanestro dell'Italia, altresì nota come Italbasket, rappresenta l'Italia ai tornei internazionali maschili di pallacanestro per nazioni gestiti dalla FIBA. Viene gestita dalla FIP. Ha vinto due volte l'EuroBasket nel 1983 e nel 1999 (in entrambi i casi le fasi finali in Francia, con il titolo conquistato a Nantes ed a Parigi) e per due volte è arrivata seconda al torneo olimpico nel 1980 e nel 2004 vincendo 2 medaglie d'argento. Alla pari della Francia, l'Italbasket ha vinto ai campionati europei un totale di dieci medaglie, restando dietro solamente alla Spagna, nazionale campione d'Europa con quattordici medaglie conquistate.

## Storia

### Gli esordi (1926-39)

La prima nazionale nel 1926

La prima partita della nazionale italiana si giocò il 4 aprile del 1926 a Milano, in canottiera bianca, e terminò con una vittoria sulla Francia per 23-17.
Nel 1930, il commissario tecnico della Nazionale è il maresciallo Bovi, che guida la squadra nell'amichevole contro la Svizzera.
Nel 1936 a Berlino avvenne la prima partecipazione ai Giochi olimpici estivi a cui parteciparono ventuno squadre; l'Italia si piazzò settima. Nel 1937 alla seconda edizione degli europei arrivò un secondo posto dietro la Lituania, che si impose in finale di un solo punto. L'argento sarà replicato agli europei del 1946.

### Il difficile dopoguerra (1946-69)
In seguito alla fine della Seconda guerra mondiale gli Azzurri attraversano un periodo difficile, fallendo l'accesso a due olimpiadi e tre mondiali consecutivi e stentando in Europa: ciò si rifletté anche a livello tecnico con l'avvicendarsi di numerosi capoallenatori in pochi anni. Da notare come l'Italia manca per la prima volta ad un Europeo, nel 1949, a causa del lutto per la tragedia di Superga.
Nel 1957 Nello Paratore diventa CT, rimanendo in carica per 11 anni, con risultati mediocri ma comunque migliori del periodo precedente. L'Italbasket ottiene anche la prima grande prestazione olimpica: nel 1960, ai Giochi della XVII Olimpiade di Roma, in cui il basket ebbe un gran successo di pubblico, l'Italia si piazzò quarta dietro Stati Uniti, Unione Sovietica e Brasile. Curiosamente le costosissime spese organizzative delle olimpiadi romane provocarono la decisione di non far partecipare l'Italbasket all'Europeo del 1961.

### Il decennio di Primo (1969-1979) e il periodo d'oro con Gamba (1979-85)
Nel 1969 prese la guida della nazionale Giancarlo Primo che, improntando il gioco sulla difesa, fece della nazionale italiana una solida realtà europea e internazionale. Ottenne sempre buoni piazzamenti e vinse due bronzi agli europei, ottenendo anche due quarti posti mondiali, risultato allora ineguagliato per gli Azzurri. Nel 1972 l'Italia si classifica quarta ai Giochi di Monaco di Baviera, dove perde la finale per il bronzo contro Cuba.
Tra i giocatori di spicco di quella nazionale si citano il giovane Dino Meneghin, Pierluigi Marzorati, Renato Villalta, Renzo Bariviera, Ivan Bisson, Marino Zanatta, Giulio Iellini.

La nazionale del 1983

Nel 1979 a sostituire Primo arriva Sandro Gamba che guidò l'Italia alla conquista delle medaglie più preziose, come il primo metallo olimpico, l'argento ai Giochi della XXII Olimpiade nel 1980, dove viene sconfitta solamente in finale dalla Jugoslavia. Gli azzurri vincono anche tre medaglie agli europei, tra cui spicca lo storico oro di Nantes '83, oltre al bronzo di Stoccarda '85. I pilastri dell'Italia sono i soliti Meneghin, Marzorati e Villalta, oltre a Antonello Riva e Roberto Brunamonti. Sono gli anni del grande basket azzurro, che si impone come una delle migliori realtà continentali e mondiali

### La crisi: Bianchini e il Gamba-bis (1985-92)
Ai prestigiosi traguardi dei sei anni di Gamba seguì un periodo di crisi (senza Olimpiadi), prima sotto il CT Valerio Bianchini (subentrato nel 1985), e poi con altri sei anni di Gamba (solo un argento agli europei Roma '91), a cui fu chiamato a mettere fine Ettore Messina, che subentrò nel 1992. Nello stesso anno Enrico Vinci lascia, dopo 16 anni, il posto di presidente della Federazione Italiana Pallacanestro: il suo posto viene preso da Giovanni Petrucci.

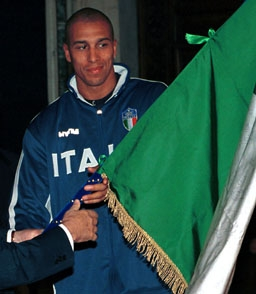
Carlton Myers, portabandiera alle Olimpiadi di Sydney.

### Messina-Tanjevic (1992-2001)
Con Messina come allenatore nel 1992 la nazionale tornò a conquistare una medaglia importante agli europei, arrivando seconda a Barcellona, anche se questo fu l'unico risultato di rilievo del quinquennio del coach mestrino, che due anni prima fallì l'accesso ai Giochi Olimpici. A ciò si aggiunge la grande delusione patita nel mondiale ateniese del 1998, quando con una squadra composta da Fučka, Myers e Meneghin, si riteneva di poter ambire al podio: la nazionale arrivò sesta, sconfitta ai quarti di finale dagli Stati Uniti che in quell'occasione, a causa del lockout, erano privi di giocatori provenienti dalla NBA.
Dopo Messina arrivò Bogdan Tanjević e agli europei del 1999, dopo 16 anni, arrivò la seconda medaglia d'oro continentale, e il ritorno alle Olimpiadi. Nelle fasi finali gli azzurri battono in successione Russia, Jugoslavia e Spagna. Dopo il nono posto agli europei del 2001 in Turchia Tanjević lasciò, e per sostituirlo viene chiamato Carlo Recalcati.
In questo periodo l'Italbasket poté contare, oltre che sui talenti dei già citati Myers, Fučka e Meneghin, anche del valido apporto di giocatori come Basile, Abbio, De Pol, Galanda, Marconato e Chiacig, Bonora e Pittis.

### L'era Recalcati (2001-09)
Agli europei del 2003 l'Italia del neo-coach Charlie Recalcati partì male, ma arrivò alle semifinali, battendo nella fase ad eliminazione diretta prima la Germania e poi la Grecia. Arrivata in semifinale l'Italia fu sconfitta dalla Spagna; vincendo però la finale per il terzo posto contro la Francia, gli Azzurri si qualificarono per i Giochi della XXVIII Olimpiade.
Ad Atene la nazionale disputa un ottimo torneo e solo l'Argentina in finale riesce a fermarla, ma è un argento che vale più di quello di Mosca considerata la presenza del Team USA, allora assente per il boicottaggio. La squadra argento olimpico era composta da Bulleri e Pozzecco in cabina di regia, Basile e Soragna guardie, Mian, Righetti e Radulović ali piccole, Galanda ala forte, Marconato e Chiacig centri. Garri e Rombaldoni completavano il gruppo.
Da allora per gli Azzurri sono stati anni avari di soddisfazioni: dopo le olimpiadi greche gli Azzurri hanno collezionato due noni posti agli Europei (2005 e 2007) e ai Mondiali 2006, mancando la qualificazione alle Olimpiadi di Pechino, agli Europei del 2009 e ai Mondiali dell'anno successivo.

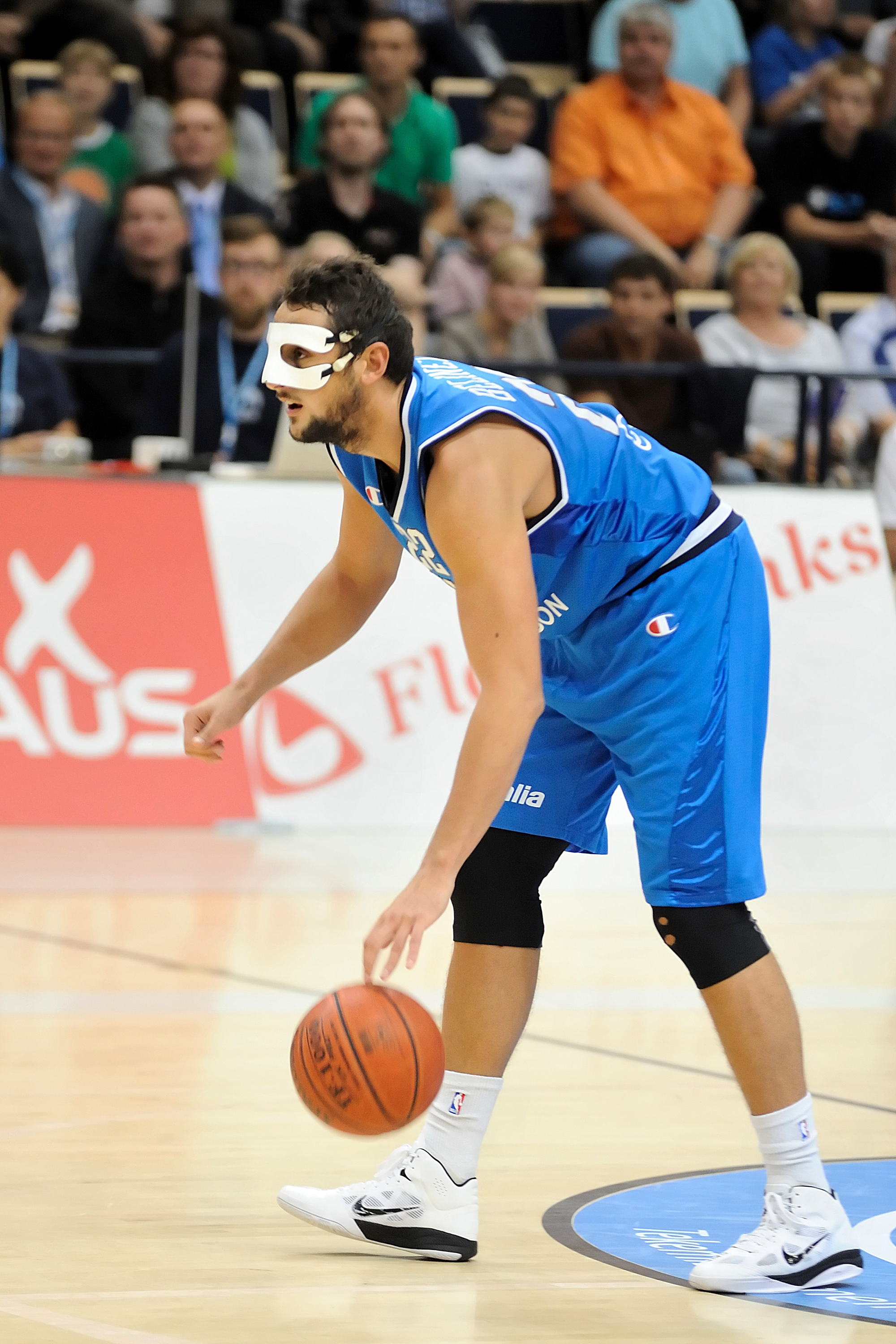
Marco Belinelli in palleggio

Nonostante la sempre maggiore internazionalizzazione (soprattutto in direzione europea) dell'NBA, e conseguentemente l'approdo (non estemporaneo come avvenuto invece nel passato) negli USA di cestisti italiani, simboleggiati dalla storica prima scelta assoluta del Draft 2006 di Andrea Bargnani, la nazionale ha sofferto dello scarso apporto degli atleti NBA in termini di presenze, di una vecchia guardia non sempre all'altezza (Bulleri e Basile, che erano state le punte di diamante ad Atene) e della mancanza di giovani promesse.
Lo scontro Lega-FIP (specialmente duro sui tetti per i giocatori stranieri in Lega A) costa caro anche ai vertici federali: Fausto Maifredi (in carica dal 1999) lascia, e la Federazione viene prima commissariata (con a capo Meneghin), e poi decide di dare una svolta incaricando lo stesso Dino Meneghin di essere Presidente.
Dopo la mancata qualificazione all'Europeo del 2009, il CT Recalcati lascia e viene sostituito da Simone Pianigiani, che diventa allenatore contemporaneamente anche della Mens Sana Siena.

### L'era buia, gestione Pianigiani (2010-2015) e Messina bis (2015-2017)

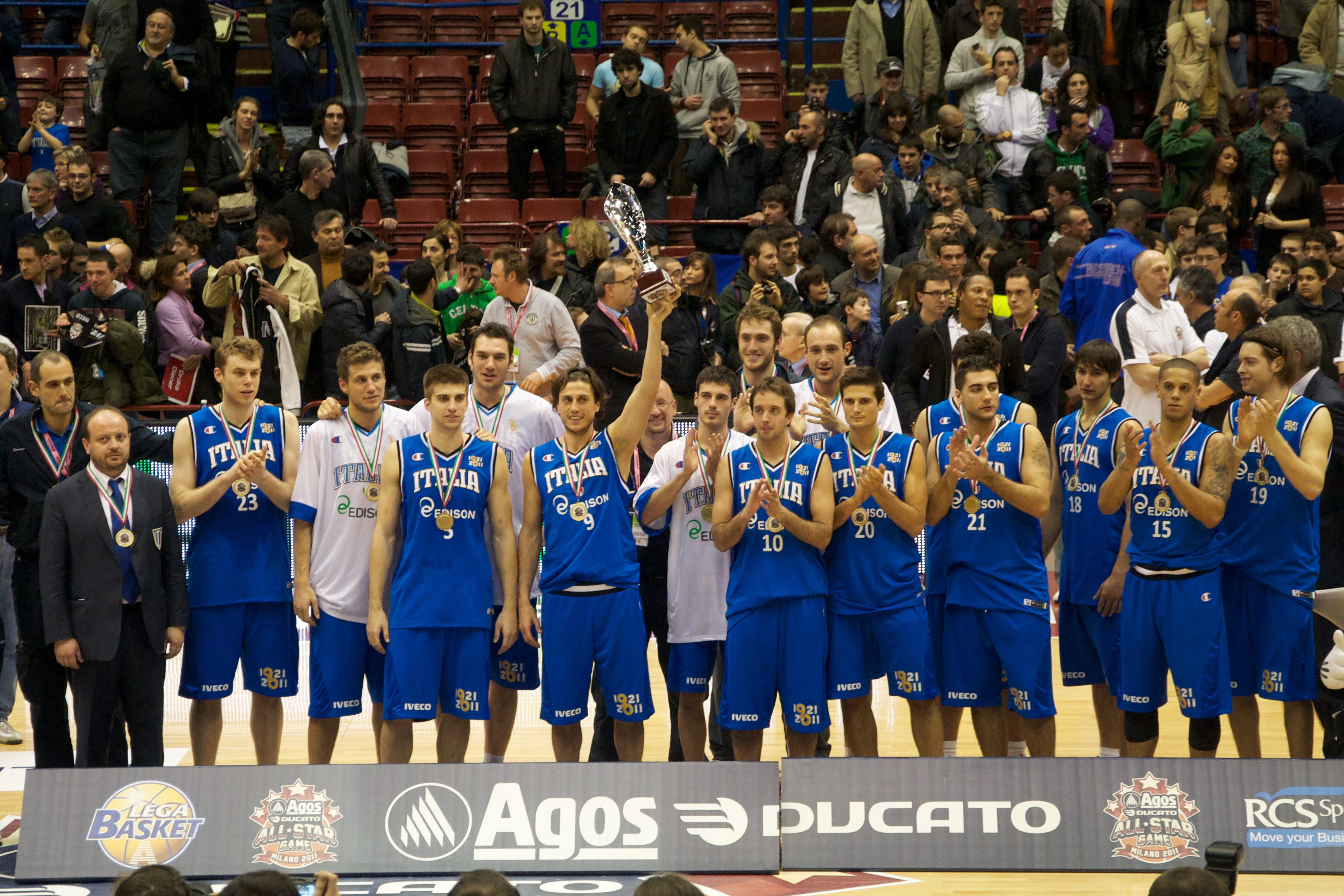
La Nazionale vincitrice dell'All Star Game 2011

Nell'estate 2010, Simone Pianigiani diviene il nuovo selezionatore azzurro. L'ex tecnico del Montepaschi Siena conduce la formazione a qualificarsi per l'Europeo 2011, a cui gli azzurri vengono ammessi per l'allargamento del lotto di partecipanti. Nella fase finale, l'Italia ottiene una sola vittoria (con la Lettonia) e rimane così esclusa dalle Olimpiadi di Londra.
In seguito, la squadra accede all'Europeo 2013 senza riportare alcuna battuta d'arresto: il fatto crea grandi aspettative nella tifoseria, ma il torneo vedrà gli azzurri classificarsi solo ottavi mancando l'accesso ai Mondiali. Nel 2015 viene invece conseguito il sesto posto, ma l'incrinarsi del rapporto tra Pianigiani e Petrucci spinge il commissario tecnico a lasciare l'incarico.
Nel novembre 2015 Ettore Messina assume l'incarico di CT, condividendolo con il ruolo di assistant coach del San Antonio Spurs: è il terzo allenatore, dopo Marinelli e Gamba, a guidare in due occasioni diverse la Nazionale maggiore. Il 9 luglio 2016, la squadra perde contro la Croazia nel torneo di qualificazione olimpica mancando così l'accesso ai Giochi di Rio de Janeiro. Nel 2017 l'Italia partecipa agli Europei, arrendendosi contro la Serbia nei quarti di finale.
Pur essendo caratterizzata da buoni talenti, anche provenienti dalla NBA come Bargnani, Belinelli e Gallinari, questa nazionale non è mai riuscita a qualificarsi ad una Olimpiade o ad un Mondiale, né a salire sul podio ad una rassegna europea: il miglior risultato è il quinto posto del 2015. 

### Da Meo Sacchetti (2017-2022) a Gianmarco Pozzecco (dal 2022)
Nel 2017, dopo l'ennesimo flop ottenuto all'EuroBasket, la gestione tecnica viene affidata a Meo Sacchetti, che inizia il ringiovanimento della Nazionale. Con lui in panchina arrivano i primi acuti dopo anni di delusioni: la Nazionale torna a disputare, nell'edizione del 2019 un Campionato Mondiale, con la ciliegina sulla torta rappresentata dalla qualificazione ai Giochi Olimpici di Tokyo 2020. In occasione del Preolimpico di Belgrado l'Italia sconfigge il Porto Rico e la Rep. Dominicana. Il 4 luglio, in finale, la nazionale batte la più quotata Serbia, padrona di casa, qualificandosi così per la rassegna a cinque cerchi, dove nel girone affronta Australia, Germania e Nigeria, superato in seconda posizione grazie a due vittorie e una sconfitta (contro gli oceanici). In questo modo ottiene la qualificazione ai quarti di finale dove viene fermata, in un match molto combattuto, dai futuri finalisti della Francia.
Il 2 giugno 2022 viene ufficializzato Gianmarco Pozzecco come nuovo commissario tecnico della Nazionale, al posto dell'esonerato Romeo Sacchetti. Sotto la sua guida, all'Europeo 2022 la squadra sconfigge nuovamente la Serbia di Nikola Jokic in una storica partita agli ottavi di finale, arrendendosi poi nel turno successivo alla Francia (vicecampione olimpica in carica) ai supplementari. 
La squadra ottiene poi la qualificazione per il Mondiale 2023. Nella prima fase la squadra ottiene due vittorie (contro Angola e Filippine) e una sconfitta (contro la Repubblica Dominicana). Nella prima partita della seconda fase, l'Italia sconfigge la Serbia (78-76) per la terza volta consecutiva in gare ufficiali, con una prestazione da 30 punti di Simone Fontecchio. La successiva vittoria contro Portorico garantisce l'accesso ai quarti di finale per la prima volta dal 1998, dove subisce l'eliminazione per mano degli Stati Uniti. Nel 2024, tuttavia, la formazione italiana fallisce l'obiettivo di partecipare alle Olimpiadi di Parigi, venendo sconfitta dalla Lituania nella semifinale del torneo di qualificazione.

## Partecipazioni ai tornei internazionali

### Competizioni principali
- 1936: 7º posto
- 1948: 17º posto
- 1952: 17º posto
- 1956: Non qualificata
- 1960: 4º posto
- 1964: 5º posto
- 1968: 8º posto
- 1972: 4º posto
- 1976: 5º posto
- 1980:  2º posto
- 1984: 5º posto
- 1988: Non qualificata
- 1992: Non qualificata
- 1996: Non qualificata
- 2000: 5º posto
- 2004:  2º posto
- 2008: Non qualificata
- 2012: Non qualificata
- 2016: Non qualificata
- 2020: 5º posto
- 2024: Non qualificata

- 1950: Non qualificata
- 1954: Non qualificata
- 1959: Non qualificata
- 1963: 7º posto
- 1967: 7º posto
- 1970: 4º posto
- 1974: Non qualificata
- 1978: 4º posto
- 1982: Non qualificata
- 1986: 6º posto
- 1990: 9º posto
- 1994: Non qualificata
- 1998: 6º posto
- 2002: Non qualificata
- 2006: 9º posto
- 2010: Non qualificata
- 2014: Non qualificata
- 2019: 10º posto
- 2023: 8º posto

- 1935: 7º posto
- 1937:  2º posto
- 1939: 6º posto
- 1946:  2º posto
- 1947: 9º posto
- 1949: n.p.
- 1951: 5º posto
- 1953: 7º posto
- 1955: 6º posto
- 1957: 10º posto
- 1959: 10º posto
- 1961: n.p.
- 1963: 12º posto
- 1965: 4º posto
- 1967: 7º posto
- 1969: 6º posto
- 1971:  3º posto
- 1973: 5º posto
- 1975:  3º posto
- 1977: 4º posto
- 1979: 5º posto
- 1981: 5º posto
- 1983:  1º posto
- 1985:  3º posto
- 1987: 5º posto
- 1989: 4º posto
- 1991:  2º posto
- 1993: 9º posto
- 1995: 5º posto
- 1997:  2º posto
- 1999:  1º posto
- 2001: 9º posto
- 2003:  3º posto
- 2005: 9º posto
- 2007: 9º posto
- 2009: n.p.
- 2011: 17º posto
- 2013: 8º posto
- 2015: 5º posto
- 2017: 5º posto
- 2022: 8º posto

### Altre competizioni
- 1951:  3º posto
- 1955:  2º posto
- 1959: n.p.
- 1963:  1º posto
- 1967:  2º posto
- 1971: n.p.
- 1975:  3º posto
- 1979: n.p.
- 1983:  2º posto
- 1987: n.p.
- 1993:  1º posto
- 2005:  1º posto
- 2009: 4º posto

- 1986: n.p.
- 1990: 7º posto
- 1994:  2º posto
- 1998: n.p.
- 2001: n.p.

- 1959:  2º posto

### Manifestazioni minori
- Torneo Supercup: 3

1992, 1997, 2006
- Torneo Acropolis: 4

1997, 2001, 2011, 2023
- Trentino Cup / Trentino Basket Cup: 10

2009, 2012, 2013, 2014, 2016, 2017, 2019, 2023, 2024, 2025

## Partite

### Primo incontro
| Milano 4 aprile 1926 | Italia     | 23 – 17                                | Francia |  |
| \| \| \| \| \| Valera 6, Valli 8, Canevini 9. \| Punti \| \| \| Valera, Valli, Canevini, Brocca, Ortelli, Caccianiga, Fedeli. \| Formazioni \| Beaufumé, Delanoy, Lafontaine, Marius. \| \| Muggiani \| Allenatori \| \| |            |                                        |         |  |
| |            |                                        |         |  |
| Valera 6, Valli 8, Canevini 9. | Punti      |                                        |         |  |
| Valera, Valli, Canevini, Brocca, Ortelli, Caccianiga, Fedeli. | Formazioni | Beaufumé, Delanoy, Lafontaine, Marius. |         |  |
| Muggiani | Allenatori |                                        |         |  |

### Maggior scarto inflitto
| Edimburgo 3 maggio 1976                  | Italia     | 128 – 49 | Irlanda |  |
| \| \| \| \| \| Primo \| Allenatori \| \| |            |          |         |  |
|                                          |            |          |         |  |
| Primo                                    | Allenatori |          |         |  |

### Maggior scarto subito
| Budapest 17 giugno 1955 | Italia     | 48 – 96 | Cecoslovacchia |  |
| \| \| \| \| \| Damiani, Cappelletti, Nesti, Costanzo, Margheritini, Gamba, Lucev, Riminucci, Bizzaro, Gambini, Posar, Sardagna, Macoratti. \| Formazioni \| Horniak, Tetiva, Škeřík, Bobrovský, Kozák, Matoušek, Baumruk, Rylich, Mrázek, Merkl, Lukášik, Kolář, Šíp, Sís. \| \| McGregor \| Allenatori \| Fleischlinger \| |            | |                |  |
| |            | |                |  |
| Damiani, Cappelletti, Nesti, Costanzo, Margheritini, Gamba, Lucev, Riminucci, Bizzaro, Gambini, Posar, Sardagna, Macoratti. | Formazioni | Horniak, Tetiva, Škeřík, Bobrovský, Kozák, Matoušek, Baumruk, Rylich, Mrázek, Merkl, Lukášik, Kolář, Šíp, Sís. |                |  |
| McGregor | Allenatori | Fleischlinger                                                                                                  |                |  |

## Commissari tecnici
| Nome                       | Periodo     | Gare | Vittorie                                                              |
| -------------------------- | ----------- | ---- | --------------------------------------------------------------------- |
| Marco Muggiani             | 1926        | 2    | -                                                                     |
| Angelo Bovi                | 1930        | 1    | -                                                                     |
| Attilio De Filippi         | 1935        | 4    | -                                                                     |
| Decio Scuri-Guido Graziani | 1936        | 7    | Europei 1937 Europei 1946                                             |
| Elliott Van Zandt          | 1948 - 1951 | 45   | Giochi del Mediterraneo 1951                                          |
| Giancarlo Marinelli        | 1952        | 1    | -                                                                     |
| Amerigo Penzo              | 1952        | 1    | -                                                                     |
| Giancarlo Marinelli        | 1952        | 5    | -                                                                     |
| Vittorio Tracuzzi          | 1952 - 1953 | 28   | -                                                                     |
| Francesco Ferrero          | 1954        | 8    | -                                                                     |
| Jim McGregor               | 1954 - 1956 | 25   | Giochi del Mediterraneo 1955                                          |
| Nello Paratore             | 1957 - 1968 | 163  | Giochi del Mediterraneo 1963 Giochi del Mediterraneo 1967             |
| Giancarlo Primo            | 1969 - 1979 | 237  | Europei 1971 Europei 1975                                             |
| Sandro Gamba               | 1979 - 1985 | 143  | Olimpiadi 1980 Europei 1983 Giochi del Mediterraneo 1983 Europei 1985 |
| Valerio Bianchini          | 1985 - 1987 | 37   | -                                                                     |
| Sandro Gamba               | 1987 - 1992 | 262  | Europei 1991                                                          |
| Ettore Messina             | 1992 - 1997 | 105  | Giochi del Mediterraneo 1993 Goodwill Games 1994 Europei 1997         |
| Bogdan Tanjević            | 1997 - 2001 | 96   | Europei 1999                                                          |
| Carlo Recalcati            | 2001 - 2009 | 229  | Europei 2003 Olimpiadi 2004 Giochi del Mediterraneo 2005              |
| Simone Pianigiani          | 2009 - 2015 | 89   | -                                                                     |
| Ettore Messina             | 2015 - 2017 | 27   | -                                                                     |
| Romeo Sacchetti            | 2017 - 2022 | 50   | -                                                                     |
| Gianmarco Pozzecco         | 2022 -      | 31   |                                                                       |

## Classifica presenze e punti
1. Pierluigi Marzorati 277
2. Dino Meneghin 271
3. Roberto Brunamonti 254
4. Giacomo Galanda 215
5. Gianluca Basile 210
6. Renzo Bariviera 209
7. Walter Magnifico 208
8. Renato Villalta 207
9. Antonello Riva 207
10. Luigi Datome 203

1. Antonello Riva 3 784
2. Dino Meneghin 2 847
3. Renato Villalta 2 308
4. Marco Belinelli 2 258
5. Pierluigi Marzorati 2 223
6. Renzo Bariviera 2 180
7. Walter Magnifico 2 064
8. Gregor Fučka 1 904
9. Massimo Masini 1 876
10. Carlton Myers 1 831

- 46 Antonello Riva – 29 ottobre 1987 vs.  Svizzera
- 45 Lino Cappelletti – 15 settembre 1956 vs.  Svezia
- 41 Antonello Riva – 8 agosto 1990 vs.  Brasile
- 40 Claudio Malagoli – 25 maggio 1978 vs.  Turchia
- 40 Antonello Riva – 10 agosto 1984 vs.  Uruguay
- 39 Antonello Riva – 18 luglio 1986 vs.  Israele
- 38 Fabrizio Della Fiori – 16 luglio 1978 vs.  Unione Sovietica
- 37 Gianfranco Lombardi – 28 settembre 1963 vs.  Spagna
- 36 Andrea Bargnani – 2 settembre 2011 vs.  Lettonia
- 36 Carlton Myers – 3 dicembre 1997 vs.  Svezia

## Rosa

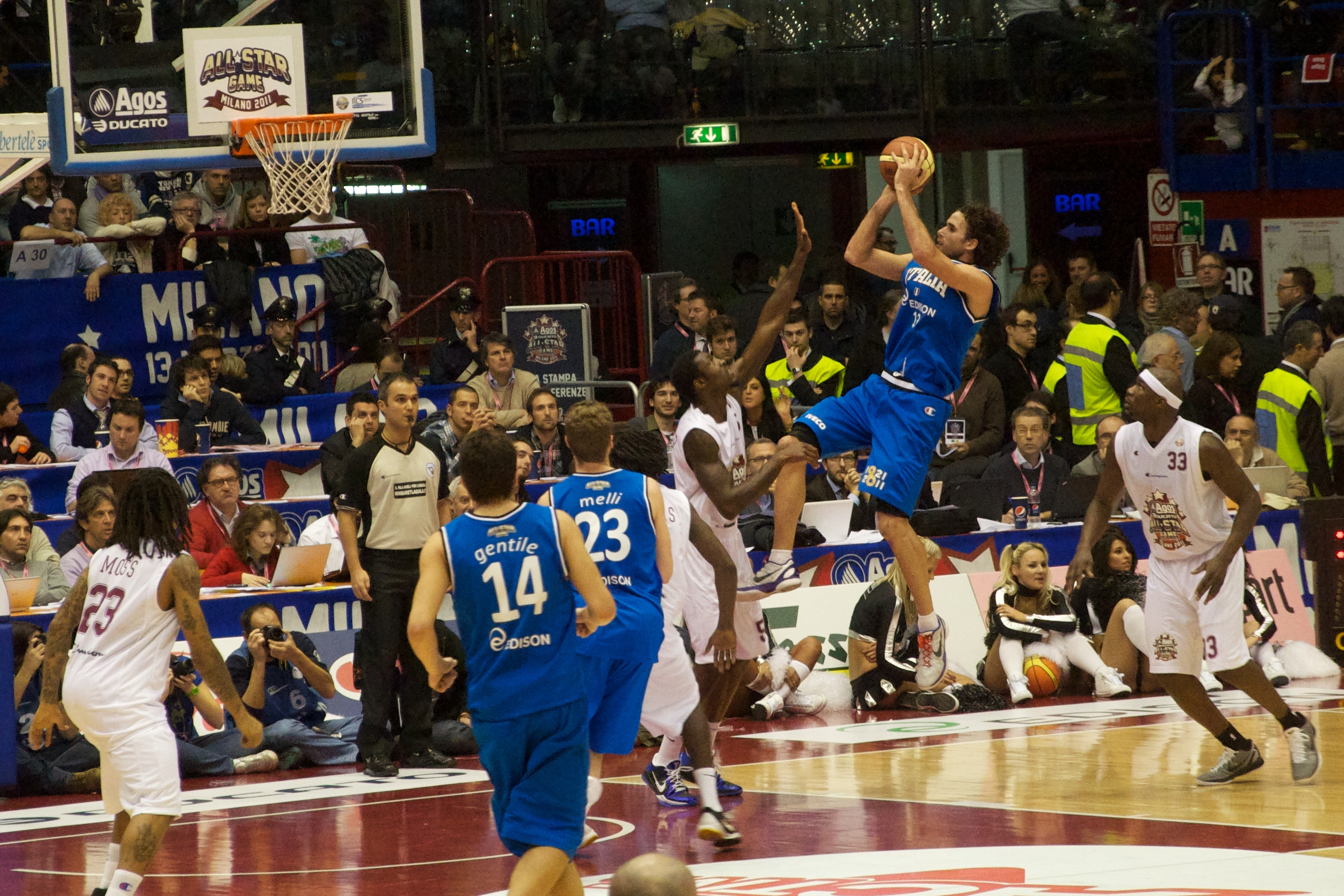
Luigi Datome, in maglia azzurra all'All Star Game 2011

Lista dei 12 giocatori convocati per il Torneo Preolimpico 2024.
|    | Naz.              | Ruolo | Sportivo           | Anno | Alt. | Peso |
| -- | ----------------- | ----- | ------------------ | ---- | ---- | ---- |
| 0  | Italia (bandiera) | P     | Marco Spissu       | 1995 | 185  | 80   |
| 1  | Italia (bandiera) | P     | Niccolò Mannion    | 2001 | 190  | 86   |
| 5  | Italia (bandiera) | AP    | Awudu Abass        | 1993 | 200  | 98   |
| 7  | Italia (bandiera) | G     | Stefano Tonut      | 1993 | 194  | 100  |
| 8  | Italia (bandiera) | AG    | Danilo Gallinari   | 1988 | 209  | 110  |
| 9  | Italia (bandiera) | AC    | Nicolò Melli       | 1991 | 205  | 110  |
| 17 | Italia (bandiera) | AG    | Giampaolo Ricci    | 1991 | 202  | 102  |
| 22 | Italia (bandiera) | G     | Giordano Bortolani | 2000 | 194  | 85   |
| 30 | Italia (bandiera) | C     | Guglielmo Caruso   | 1999 | 208  | 105  |
| 33 | Italia (bandiera) | AG    | Achille Polonara   | 1991 | 205  | 90   |
| 54 | Italia (bandiera) | P     | Alessandro Pajola  | 1999 | 194  | 95   |
| 77 | Italia (bandiera) | GA    | John Petrucelli    | 1992 | 193  | 82   |

## Formazioni

### Olimpiadi
Pallacanestro ai Giochi della XI OlimpiadeBasso, Bessi, Castelli, Dondi, Franceschini, Giassetti, Marinelli, Mazzini, Novelli, Paganella, Pelliccia, Piana, Premiani. Ct.: Scuri, All. Guido Graziani
Pallacanestro ai Giochi della XIV Olimpiade3 Marinelli, 4 Bersani, 5 Tracuzzi, 6 Primo, 7 Romanutti, 8 Rapini, 9 Cerioni, 10 Ferriani, 11 Marietti, 12 Pellarini, 13 Nesti, 14 Mantelli, 15 Ranuzzi, 33 Stefanini,        All. Elliott Van Zandt
Pallacanestro ai Giochi della XV Olimpiade3 Bongiovanni, 4 Cerioni, 5 Ranuzzi, 6 Marelli, 7 Rapini, 8 Presca, 9 Pagani, 10 Ferriani, 11 Marietti, 12 Zucchi, 13 Stefanini, 15 Damiani, 16 Canna,        All. Vittorio Tracuzzi
Pallacanestro ai Giochi della XVII Olimpiade3 Giomo, 4 Vianello, 5 Riminucci, 6 Lombardi, 7 Pieri, 8 Gamba, 9 Alesini, 10 Canna, 11 Calebotta, 12 Vittori, 13 Gavagnin, 14 Sardagna,        All. Nello Paratore
Pallacanestro ai Giochi della XVIII Olimpiade4 Giomo, 5 Pellanera, 6 Lombardi, 7 Pieri, 8 Bertini, 9 Vittori, 10 Sardagna, 11 Flaborea, 12 Masini, 13 Bufalini, 14 Vianello, 15 Gavagnin,        All. Nello Paratore
Pallacanestro ai Giochi della XIX Olimpiade4 Recalcati, 5 Pellanera, 6 Lombardi, 7 Bovone, 8 Masini, 9 Vittori, 10 Vianello, 11 Gatti, 12 Flaborea, 13 Bufalini, 14 Cosmelli, 15 Jessi,        All. Nello Paratore
Pallacanestro ai Giochi della XX Olimpiade4 Flaborea, 5 Brumatti, 6 Giomo, 7 Cerioni, 8 Masini, 9 Bariviera, 10 Zanatta, 11 Meneghin, 12 Marzorati, 13 Serafini, 14 Bisson, 15 Iellini,        All. Giancarlo Primo
Pallacanestro ai Giochi della XXI Olimpiade - Torneo maschile4 Brumatti, 5 Iellini, 6 Recalcati, 7 Vendemini, 8 Della Fiori, 9 Bariviera, 10 Zanatta, 11 Meneghin, 12 Marzorati, 13 Serafini, 14 Bisson, 15 Bertolotti,        All. Giancarlo Primo
Pallacanestro ai Giochi della XXII Olimpiade - Torneo maschile4 Sacchetti, 5 Brunamonti, 6 Sylvester, 7 Gilardi, 8 Della Fiori, 9 Solfrini, 10 Bonamico, 11 Meneghin, 12 Villalta, 13 Vecchiato, 14 Marzorati, 15 Generali,        All. Sandro Gamba
Pallacanestro ai Giochi della XXIII Olimpiade - Torneo maschile4 Caglieris, 5 Premier, 6 Bonamico, 7 Gilardi, 8 Magnifico, 9 Brunamonti, 10 Villalta, 11 Meneghin, 12 Riva, 13 Vecchiato, 14 Marzorati, 15 Sacchetti,        All. Sandro Gamba
Pallacanestro ai Giochi della XXVII Olimpiade - Torneo maschile4 Scarone, 5 Basile, 6 Galanda, 7 Fučka, 8 Marconato, 9 Li Vecchi, 10 Myers, 11 Meneghin, 12 Abbio, 13 Mian, 14 Chiacig, 15 Damião,        All. Bogdan Tanjević
Pallacanestro ai Giochi della XXVIII Olimpiade - Torneo maschile4 Radulović, 5 Basile, 6 Galanda, 7 Soragna, 8 Marconato, 9 Pozzecco, 10 Righetti, 11 Rombaldoni, 12 Bulleri, 13 Mian, 14 Chiacig, 15 Garri,        All. Carlo Recalcati
Pallacanestro ai Giochi della XXXII Olimpiade - Torneo maschile0 Spissu, 1 Mannion, 7 Tonut, 8 Gallinari, 9 Melli, 13 Fontecchio, 16 Tessitori, 17 Ricci, 24 Moraschini, 31 Vitali, 33 Polonara, 54 Pajola,        All. Romeo Sacchetti

### Mondiali
Campionato mondiale maschile di pallacanestro 19634 Giomo, 5 Pellanera, 6 Lombardi, 7 Cescutti, 8 Bertini, 9 Vittori, 10 Riminucci, 11 Gatti, 12 Masini, 13 Gavagnin, 14 Vianello, 15 Dal Pozzo,        All. Nello Paratore
Campionato mondiale maschile di pallacanestro 19674 Villetti, 5 Pellanera, 6 Lombardi, 7 Recalcati, 8 Merlati, 9 Fattori, 10 Jessi, 11 Fantin, 12 Rundo, 13 Bufalini, 14 Cosmelli, 15 Bovone,        All. Nello Paratore
Campionato mondiale maschile di pallacanestro 19704 De Rossi, 5 Flaborea, 6 Recalcati, 7 Bisson, 8 Masini, 9 Bariviera, 10 Zanatta, 11 Meneghin, 12 Giomo, 13 Errico, 14 Cosmelli, 15 Rusconi,        All. Giancarlo Primo
Campionato mondiale maschile di pallacanestro 19784 Caglieris, 5 Iellini, 6 Carraro, 7 Ferracini, 8 Della Fiori, 9 Bariviera, 10 Bonamico, 11 Meneghin, 12 Villalta, 13 Vecchiato, 14 Marzorati, 15 Bertolotti,        All. Giancarlo Primo
Campionato mondiale maschile di pallacanestro 19864 Premier, 5 Costa, 6 Magnifico, 7 Gilardi, 8 Polesello, 9 Brunamonti, 10 Villalta, 11 Binelli, 12 Riva, 13 Dell'Agnello, 14 Marzorati, 15 Sacchetti,        All. Valerio Bianchini
Campionato mondiale maschile di pallacanestro 19904 Rossini, 5 Pittis, 6 Niccolai, 7 Dell'Agnello, 8 Bosa, 9 Brunamonti, 10 Tolotti, 11 Vescovi, 12 Riva, 13 Pessina, 14 Vianini, 15 Cantarello,        All. Sandro Gamba
Campionato mondiale maschile di pallacanestro 19984 Bonora, 5 Basile, 6 De Pol, 7 Fučka, 8 Pozzecco, 9 Galanda, 10 Myers, 11 Meneghin, 12 Abbio, 13 Frosini, 14 Chiacig, 15 Damião,        All. Bogdan Tanjević
Campionato mondiale maschile di pallacanestro 20064 Belinelli, 5 Basile, 6 Mancinelli, 7 Soragna, 8 Marconato, 9 Mordente, 10 Pecile, 11 Michelori, 12 Rocca, 13 Di Bella, 14 Garri, 15 Gigli,        All. Carlo Recalcati
Campionato mondiale maschile di pallacanestro 20193 Belinelli, 5 Gentile, 6 Biligha, 7 Vitali, 8 Gallinari, 10 Hackett, 12 Filloy, 15 Brooks, 16 Tessitori, 23 Abass, 70 Datome, 00 Della Valle,       All. Romeo Sacchetti
Campionato mondiale maschile di pallacanestro 20230 Spissu, 7 Tonut, 9 Melli, 13 Fontecchio, 17 Ricci, 18 Spagnolo, 33 Polonara, 35 Diouf, 40 Severini, 50 Procida, 54 Pajola, 70 Datome,        All. Gianmarco Pozzecco

### Europei
Campionato europeo maschile di pallacanestro 1935Basso, Caracoi, Franceschini, Giassetti, Marinelli, Paganella, Premiani, Varisco, All. Attilio De Filippi
Campionato europeo maschile di pallacanestro 19374 Franceschini, 5 Bessi, 6 Dondi, 7 Giassetti, 8 Marinelli, 9 Marinone, 10 Paganella, 11 Pasquini, 12 Pelliccia, 13 Varisco,        All. Decio Scuri, Vittorio Ugolini
Campionato europeo maschile di pallacanestro 19393 Marinelli, 4 Pasquini, 5 Novelli, 6 Vannini, 7 Pelliccia, 8 Girotti, 9 Bessi, 10 Bernini, 11 Tambone, 12 Renner, 13 Pellegrini,        All. Decio Scuri
Campionato europeo maschile di pallacanestro 19463 Marinelli, 5 Cattarini, 6 Vannini, 7 Pitacco, 8 Fagarazzi, 9 Rubini, 10 Bocciai, 11 S. Stefanini, 12 Pellarini, 14 De Nardus, 15 G. Stefanini,        All. Mino Pasquini
Campionato europeo maschile di pallacanestro 19473 Rubini, 4 De Nardus, 5 Cattarini, 6 Primo, 7 Miliani, 8 Fagarazzi, 9 Ferriani, 10 Garlato, 11 Radici, 12 Pellarini, 13 Garbosi, 14 Cerioni, 15 Tracuzzi, 16 Lucentini,        All. Mino Pasquini, Elliott Van Zandt
Campionato europeo maschile di pallacanestro 19513 Primo, 4 Bersani, 5 Tracuzzi, 6 Zucchi, 7 Romanutti, 8 Bongiovanni, 9 Rubini, 10 Sforza, 11 Marietti, 12 Pagani, 13 Cerioni, 14 De Carolis, 15 Ferretti, 16 Stefanini,        All. Elliott Van Zandt
Campionato europeo maschile di pallacanestro 19533 Zorzi, 4 Cerioni, 5 Bongiovanni, 6 Posar, 7 Margheritini, 8 Riminucci, 9 Rubini, 10 Canna, 11 Calebotta, 12 Porcelli, 13 Lomazzi, 14 Forastieri, 15 Alesini, 16 Di Cera,        All. Vittorio Tracuzzi
Campionato europeo maschile di pallacanestro 19553 Damiani, 4 Cappelletti, 5 Nesti, 6 Costanzo, 7 Margheritini, 8 Gamba, 9 Lucev, 10 Riminucci, 11 Bizzaro, 13 Gambini, 14 Posar, 15 Sardagna, 16 Macoratti,        All. Jim McGregor
Campionato europeo maschile di pallacanestro 19574 Zagatti, 5 Motto, 6 Volpato, 7 Posar, 8 Gamba, 10 Conti, 11 Rocchi, 12 Pomilio, 13 Macoratti, 14 Costanzo, 15 Alesini, 16 Sarti,        All. Nello Paratore
Campionato europeo maschile di pallacanestro 19593 Conti, 4 Volpato, 5 Lucev, 6 Vianello, 7 Pieri, 8 De Carli, 9 Alesini, 10 Canna, 11 Calebotta, 12 Gavagnin, 13 Lombardi, 14 Velluti,        All. Nello Paratore
Campionato europeo maschile di pallacanestro 19634 Zuccheri, 5 Pellanera, 6 Vatteroni, 7 Masini, 8 Velluti, 9 Vittori, 10 Albanese, 11 Frigerio, 12 Barlucchi, 13 Bufalini, 14 Rossi, 15 Cosmelli,        All. Nello Paratore
Campionato europeo maschile di pallacanestro 19654 Cescutti, 5 Pellanera, 6 Lombardi, 7 Cosmelli, 8 Bertini, 9 Zorzi, 10 Vianello, 11 Gatti, 12 Masini, 13 Bufalini, 14 Spinetti, 15 Flaborea,        All. Nello Paratore
Campionato europeo maschile di pallacanestro 19674 Paschini, 5 Jessi, 6 Recalcati, 7 Merlati, 8 Iellini, 9 Fattori, 10 Vianello, 11 Fantin, 12 Masini, 13 Bufalini, 14 Cosmelli, 15 Flaborea,        All. Nello Paratore
Campionato europeo maschile di pallacanestro 19694 Bariviera, 5 Ossola, 6 Recalcati, 7 Bovone, 8 Masini, 9 Bergonzoni, 10 Zanatta, 11 Meneghin, 12 Brumatti, 13 Bisson, 14 Cosmelli, 15 Jessi,        All. Giancarlo Primo
Campionato europeo maschile di pallacanestro 19714 Giomo, 5 Flaborea, 6 Recalcati, 7 Iellini, 8 Masini, 9 Bariviera, 10 Zanatta, 11 Meneghin, 12 Marzorati, 13 Serafini, 14 Cosmelli, 15 Bisson,        All. Giancarlo Primo
Campionato europeo maschile di pallacanestro 19734 Della Fiori, 5 Iellini, 6 Bertolotti, 7 Cerioni, 8 Ferracini, 9 Bariviera, 10 Zanatta, 11 Meneghin, 12 Marzorati, 13 Serafini, 14 Bisson, 15 Brumatti,        All. Giancarlo Primo
Campionato europeo maschile di pallacanestro 19754 Carraro, 5 Iellini, 6 Recalcati, 7 Ferracini, 8 Della Fiori, 9 Bariviera, 10 Zanatta, 11 Meneghin, 12 Marzorati, 13 Villalta, 14 Bisson, 15 Bertolotti,        All. Giancarlo Primo
Campionato europeo maschile di pallacanestro 19774 Caglieris, 5 Iellini, 6 Carraro, 7 Vecchiato, 8 Della Fiori, 9 Bariviera, 10 Bonamico, 11 Meneghin, 12 Ferracini, 13 Serafini, 14 Marzorati, 15 Bertolotti,        All. Giancarlo Primo
Campionato europeo maschile di pallacanestro 19794 Caglieris, 5 Villalta, 6 Carraro, 7 Zampolini, 8 Gilardi, 9 Brunamonti, 10 Bonamico, 11 Meneghin, 12 Ferracini, 13 Serafini, 14 Vecchiato, 15 Bertolotti,        All. Giancarlo Primo
Campionato europeo maschile di pallacanestro 19814 Brunamonti, 5 F. Boselli, 6 Sylvester, 7 Gilardi, 8 Costa, 9 Ferracini, 10 Villalta, 11 Meneghin, 12 Zampolini, 13 Vecchiato, 14 Marzorati, 15 Generali, 16 D. Boselli,        All. Sandro Gamba
Campionato europeo maschile di pallacanestro 19834 Caglieris, 5 Tonut, 6 Bonamico, 7 Gilardi, 8 Costa, 9 Brunamonti, 10 Villalta, 11 Meneghin, 12 Riva, 13 Vecchiato, 14 Marzorati, 15 Sacchetti,        All. Sandro Gamba
Campionato europeo maschile di pallacanestro 19854 Savio, 5 Bosa, 6 Costa, 7 Gilardi, 8 Magnifico, 9 Brunamonti, 10 Villalta, 11 Binelli, 12 Premier, 13 Vecchiato, 14 Marzorati, 15 Sacchetti,        All. Sandro Gamba
Campionato europeo maschile di pallacanestro 19874 Montecchi, 5 Gentile, 6 Magnifico, 7 Tonut, 8 Iacopini, 9 Brunamonti, 10 Villalta, 11 Gilardi, 12 Riva, 13 Morandotti, 14 Costa, 15 Carera,        All. Valerio Bianchini
Campionato europeo maschile di pallacanestro 19894 Gracis, 5 D'Antoni, 6 Magnifico, 7 Dell'Agnello, 8 Bosa, 9 Brunamonti, 10 Iacopini, 11 Binelli, 12 Riva, 13 Morandotti, 14 Costa, 15 Carera,        All. Sandro Gamba
Campionato europeo maschile di pallacanestro 19914 Fantozzi, 5 Gentile, 6 Magnifico, 7 Dell'Agnello, 8 Gracis, 9 Brunamonti, 10 Premier, 11 Pittis, 12 Riva, 13 Pessina, 14 Costa, 15 Rusconi,        All. Sandro Gamba
Campionato europeo maschile di pallacanestro 19934 Coldebella, 5 Gentile, 6 Iacopini, 7 Tonut, 8 Bosa, 9 Pittis, 10 Myers, 11 Moretti, 12 Rossini, 13 Frosini, 14 Carera, 15 Rusconi,        All. Ettore Messina
Campionato europeo maschile di pallacanestro 19954 Coldebella, 5 Gentile, 6 Magnifico, 7 Pittis, 8 Esposito, 9 Conti, 10 Abbio, 11 Fučka, 12 Pieri, 13 Frosini, 14 Carera, 15 Rusconi,        All. Ettore Messina
Campionato europeo maschile di pallacanestro 19974 Coldebella, 5 Bonora, 6 Fučka, 7 Pittis, 8 Marconato, 9 Galanda, 10 Myers, 11 Moretti, 12 Abbio, 13 Frosini, 14 Carera, 15 Gay,        All. Ettore Messina
Campionato europeo maschile di pallacanestro 19994 Bonora, 5 Basile, 6 Galanda, 7 Fučka, 8 Marconato, 9 De Pol, 10 Myers, 11 Meneghin, 12 Abbio, 13 Mian, 14 Chiacig, 15 Damião,        All. Bogdan Tanjević
Campionato europeo maschile di pallacanestro 20014 Radulović, 5 Basile, 6 Galanda, 7 Fučka, 8 Marconato, 9 De Pol, 10 Pecile, 11 Meneghin, 12 Righetti, 13 Mian, 14 Chiacig, 15 Camata,        All. Bogdan Tanjević
Campionato europeo maschile di pallacanestro 20034 Radulović, 5 Basile, 6 Galanda, 7 Soragna, 8 Marconato, 9 De Pol, 10 Righetti, 11 Lamma, 12 Bulleri, 13 Mian, 14 Chiacig, 15 Cittadini,        All. Carlo Recalcati
Campionato europeo maschile di pallacanestro 20054 Calabria, 5 Basile, 6 Galanda, 7 Soragna, 8 Marconato, 9 Pozzecco, 10 Righetti, 11 Mancinelli, 12 Bulleri, 13 Mordente, 14 Chiacig, 15 Gigli,        All. Carlo Recalcati
Campionato europeo maschile di pallacanestro 20074 Belinelli, 5 Basile, 6 Mancinelli, 7 Soragna, 8 Marconato, 9 Mordente, 10 Bargnani, 11 Crosariol, 12 Bulleri, 13 Di Bella, 14 Datome, 15 Gigli,        All. Carlo Recalcati
Campionato europeo maschile di pallacanestro 20114 Maestranzi, 5 Carraretto, 6 Mancinelli, 7 Bargnani, 8 Gallinari, 9 Mordente, 10 Cinciarini, 11 Belinelli, 12 Cusin, 13 Datome, 14 Renzi, 15 Hackett,        All. Simone Pianigiani
Campionato europeo maschile di pallacanestro 20134 Aradori, 5 Gentile, 6 Rosselli, 7 Vitali, 8 Poeta, 9 Melli, 10 Belinelli, 11 Diener, 12 Cusin, 13 Datome, 14 Magro, 15 Cinciarini,        All. Simone Pianigiani
Campionato europeo maschile di pallacanestro 20153 Belinelli, 4 Aradori, 5 Gentile, 8 Gallinari, 9 Bargnani, 12 Cusin, 13 Datome, 17 Melli, 20 Cinciarini, 23 Hackett, 33 Polonara, 00 Della Valle,       All. Simone Pianigiani
Campionato europeo maschile di pallacanestro 20171 Hackett, 3 Belinelli, 4 Aradori, 5 Filloy, 6 Biligha, 9 Melli, 12 Cusin, 20 Cinciarini, 23 Abass, 24 Baldi Rossi, 32 Burns, 70 Datome,        All. Ettore Messina
Campionato europeo maschile di pallacanestro 20220 Spissu, 1 Mannion, 6 Biligha, 7 Tonut, 9 Melli, 13 Fontecchio, 16 Tessitori, 17 Ricci, 25 Baldasso, 33 Polonara, 54 Pajola, 70 Datome,        All. Gianmarco Pozzecco

### Giochi del Mediterraneo
Pallacanestro ai I Giochi del Mediterraneo3 Primo, 4 Cerioni, 5 Bongiovanni, 6 Negroni, 7 Zia, 8 Margheritini, 9 Macoratti, 10 Presca, 11 Pagani, 12 Muci, 13 Zucchi,  33 Stefanini,      All. Elliott Van Zandt
Pallacanestro ai II Giochi del Mediterraneo3 Posar, 4 Cappelletti, 5 Lucev, 6 Costanzo, 7 Nesti, 8 Gamba, 9 Sardagna, 11 Bizzarro, 12 Riminucci, 13 Macoratti, 15 Volpato, 16 Corsi,        All. Jim McGregor
Pallacanestro ai IV Giochi del Mediterraneo4 Zuccheri, 5 Pellanera, 6 Lombardi, 7 Masini, 8 Velluti, 9 Vittori, 10 Bertini, 11 Gatti, 12 Barlucchi, 13 Bufalini, 14 Rossi, 15 Cosmelli,        All. Nello Paratore
Pallacanestro ai V Giochi del Mediterraneo4 Paschini, 5 Ossola, 6 Recalcati, 7 Merlati, 8 Bertini, 9 Fattori, 10 Vianello, 11 Fantin, 12 Masini, 13 Bufalini, 14 Cosmelli, 15 Jessi,        All. Nello Paratore
Pallacanestro ai VII Giochi del MediterraneoAntonelli, Benelli, Beretta, Caglieris, Gergati, Gorghetto, Paleari, Pierich, Rizzi, Tombolato, Villalta, Viola, All. Carlo Cerioni
Pallacanestro ai IX Giochi del Mediterraneo4 Gracis, 5 Boselli, 6 Savio, 7 Tonut, 8 Costa, 9 Solfrini, 10 Villalta, 11 Campanaro, 12 Magnifico, 13 Vecchiato, 14 Ricci, 15 Sacchetti,        All. Sandro Gamba
Pallacanestro maschile ai XII Giochi del Mediterraneo4 Coldebella, 5 Gentile, 6 Iacopini, 7 Tonut, 8 Bosa, 9 Pittis, 10 Myers, 11 Moretti, 12 Rossini, 13 Cantarello, 14 Carera, 15 Rusconi,        All. Ettore Messina
Pallacanestro maschile ai XV Giochi del Mediterraneo4 Garri, 5 Giachetti, 6 Ress, 7 Mordente, 8 Di Giuliomaria, 9 Lamma, 10 Pecile, 11 Carraretto, 12 Santarossa, 13 Boscagin, 14 Rocca, 15 Cittadini,        All. Carlo Recalcati
Pallacanestro maschile ai XVI Giochi del Mediterraneo4 Bolzonella, 5 D'Ercole, 6 Allegretti, 7 A. Cinciarini, 8 D. Cinciarini, 9 Maresca, 10 Aradori, 11 Cittadini, 12 Rinaldi, 13 Datome, 14 Renzi, 15 Crosariol,        All. Carlo Recalcati

## Nazionali giovanili
- Selezioni giovanili della nazionale maschile di pallacanestro dell'Italia